# Eulophus bifasciatus
Eulophus bifasciatus är en stekelart som beskrevs av Christian Gottfried Daniel Nees von Esenbeck 1834. Eulophus bifasciatus ingår i släktet Eulophus och familjen finglanssteklar.
Artens utbredningsområde är:
- Tyskland.
- Sverige.

Arten är reproducerande i Sverige. Inga underarter finns listade i Catalogue of Life.